# Чемпионат СССР по волейболу среди мужчин 1953
XVI чемпионат СССР по волейболу среди клубных команд ДСО и ведомств проходил с 20 сентября по 2 октября 1953 года в Одессе (УССР) на стадионе «Пищевик».
В соревнованиях приняло участие 23 команды из 15 союзных республик (кроме Киргизской):
РСФСР (ЦДСА, «Динамо» Москва, «Спартак» Ленинград, «Локомотив» Москва, «Наука» Свердловск, ВММА Ленинград, «Металлург» Магнитогорск); УССР («Спартак» Киев, «Наука» Харьков, «Наука» Одесса); БССР («Динамо» Минск); ГССР («Локомотив» Тбилиси); ЛатССР (ДО Рига); АзССР («Нефтяник» Баку); КазССР («Авангард» Алма-Ата); УзССР («Наука» Ташкент); ЭССР («Калев» Таллин); ЛитССР («Жальгирис» Каунас); ТурССР («Динамо» Ашхабад); МССР («Искра» Тирасполь); АрмССР («Спартак» Ереван); КФССР (ДО Петрозаводск); ТаджССР (Сборная ДСО Ленинабад);
Соревнования прошли в два этапа — предварительный, на котором определилась восьмёрка финалистов, и финальный, где они поборолись за медали, а 15 неудачников разыграли места с 9-го по 23-е.
Состав призёров второй год подряд остался неизменным. Клуб ЦДСА не проиграл ни одной партии, а его играющий тренер Константин Рева стал пятикратным чемпионом Союза.

## Результаты

### Финальный турнир
Восьмёрка сильнейших команд по итогам предварительного этапа разыграли медали по круговой системе.
|                        | 1   | 2   | 3   | 4   | 5   | 6   | 7   | 8   | И | В | П | С/П   | О  |
| ---------------------- | --- | --- | --- | --- | --- | --- | --- | --- | - | - | - | ----- | -- |
| 1. ВВС МВО Москва      |     | 3:0 | 3:0 | 3:0 | 3:0 | 3:0 | 3:0 | 3:0 | 7 | 7 | 0 | 21:0  | 14 |
| 2. «Динамо» Москва     | 0:3 |     | 3:1 | 3:1 | 3:1 | 3:0 | 3:0 | 3:1 | 7 | 6 | 1 | 18:7  | 13 |
| 3. «Спартак» Киев      | 0:3 | 1:3 |     | 3:1 | 3:0 | 3:0 | 3:0 | 3:0 | 7 | 5 | 2 | 16:7  | 12 |
| 4. «Локомотив» Москва  | 0:3 | 1:3 | 1:3 |     | 3:1 | 3:1 | 3:1 | 3:0 | 7 | 4 | 3 | 14:12 | 11 |
| 5. «Локомотив» Тбилиси | 0:3 | 1:3 | 0:3 | 1:3 |     | 3:1 | 3:2 | 3:2 | 7 | 3 | 4 | 11:17 | 10 |
| 6. ВММА Ленинград      | 0:3 | 0:3 | 0:3 | 1:3 | 1:3 |     | 3:2 | 3:1 | 7 | 2 | 5 | 8:18  | 9  |
| 7. «Наука» Одесса      | 0:3 | 0:3 | 0:3 | 1:3 | 2:3 | 2:3 |     | 3:2 | 7 | 1 | 6 | 8:20  | 8  |
| 8. ДО Рига             | 0:3 | 1:3 | 0:3 | 0:3 | 2:3 | 1:3 | 2:3 |     | 7 | 0 | 7 | 6:21  | 7  |

### Утешительный турнир
9. «Наука» Харьков

10. «Спартак» Ленинград

11. «Наука» Свердловск

12. «Металлург» Магнитогорск

13. «Нефтяник» Баку

14. «Авангард» Алма-Ата

15. «Наука» Ташкент

16. «Динамо» Минск

17. «Калев» Таллин

18. «Жальгирис» Каунас

19. «Динамо» Ашхабад

20. «Искра» Тирасполь

21. «Спартак» Ереван

22. ДО Петрозаводск

23. Сборная ДСО Ленинабад

## Медалисты

ЦДСА — чемпион СССР 1953

ЦДСА (Москва): Гиви Ахвледиани, Мирон Винер, Владимир Гайлит, Николай Герасимов, В. Лобанов, Сергей Нефёдов, Константин Рева, Владимир Саввин, Е. Трунов, Семён Щербаков. Тренер — Константин Рева.
 «Динамо» (Москва): С. Евсеев, А. Ефимов, Борис Кошёлкин, Е. Кузьмин, Виктор Мальцман, И. Савкин, Анатолий Седов, Герман Смольянинов, Владимир Щагин, Алексей Якушев. Тренер — Владимир Щагин.
 «Спартак» (Киев): Михаил Берлянд, Лев Вайнтрауб, И. Коростышевский, М. Круглов, А. Моисеенко, Михаил Пименов, Ю. Савченко, Ю. Сайко, И. Хинчук, В. Чижов. Тренер — Михаил Пименов.